# Tokat Belediye Plevne Spor Kulübü 2015-2016 (pallavolo maschile)
Questa voce raccoglie le informazioni riguardanti il Tokat Belediye Plevne Spor Kulübü nelle competizioni ufficiali della stagione 2015-2016.

## Organigramma societario
Area direttiva
- Presidente: Eyüp Eroğlu

Area tecnica
- Allenatore: Jesús Savigne
- Allenatore in seconda: Ali Tayoğlu
- Assistente allenatore: Fikret Ayan
- Scoutman: İlker Alkan

## Rosa
| N° | Nome               | Ruolo | Data di nascita  | Nazionalità sportiva |
| -- | ------------------ | ----- | ---------------- | -------------------- |
| 1  | Turgay Doğan       | S     | 14 febbraio 1984 | Turchia              |
| 2  | Gökhan Çatal       | P     | 14 febbraio 1990 | Turchia              |
| 3  | Ali İçmegiz        | S     | 11 maggio 1989   | Turchia              |
| 5  | Vefa Yılmaz        | P     | 24 aprile 1982   | Turchia              |
| 6  | Hasan Balcıoğlu    | S     | 3 aprile 1986    | Turchia              |
| 8  | Taner Kabakçı      | C     | 28 aprile 1989   | Turchia              |
| 9  | Oleksandr Stacenko | O     | 10 novembre 1983 | Ucraina              |
| 10 | Fırat Filiz        | S     | 29 ottobre 1988  | Turchia              |
| 11 | Bekir Sarıkaya     | C     | 27 giugno 1990   | Turchia              |
| 12 | Jorge Sánchez      | S     | 23 marzo 1985    | Cuba                 |
| 13 | Semih Çelik        | L     | 29 novembre 1988 | Turchia              |
| 14 | Yusuf Erdem        | O     | 25 giugno 1991   | Turchia              |
| 16 | Rozalin Penčev     | S     | 11 dicembre 1994 | Bulgaria             |
| 17 | Ertan Ertekin      | S     | 23 marzo 1983    | Turchia              |
| 19 | Hakan Polat        | C     | 11 novembre 1989 | Turchia              |

## Statistiche

### Statistiche di squadra
| Competizione     | Punti | In casa | In casa | In casa | In trasferta | In trasferta | In trasferta | Totale | Totale | Totale |
| Competizione     | Punti | G       | V       | P       | G            | V            | P            | G      | V      | P      |
| ---------------- | ----- | ------- | ------- | ------- | ------------ | ------------ | ------------ | ------ | ------ | ------ |
| Voleybol 1. Ligi | 21    | 10      | 5       | 5       | 11           | 2            | 9            | 25     | 8      | 17     |
| Totale           | -     | 10      | 5       | 5       | 11           | 2            | 9            | 25     | 8      | 17     |

G = partite giocate; V = partite vinte; P = partite perse

### Statistiche dei giocatori
| Giocatore    | Voleybol 1. Ligi | Voleybol 1. Ligi | Voleybol 1. Ligi | Voleybol 1. Ligi | Voleybol 1. Ligi | Totale | Totale | Totale | Totale | Totale |
| Giocatore    | P                | PT               | AV               | MV               | BV               | P      | PT     | AV     | MV     | BV     |
| ------------ | ---------------- | ---------------- | ---------------- | ---------------- | ---------------- | ------ | ------ | ------ | ------ | ------ |
| H. Balcıoğlu | 13               | 8                | 6                | 0                | 2                | 13     | 8      | 6      | 0      | 2      |
| G. Çatal     | 14               | 5                | 0                | 2                | 3                | 14     | 5      | 0      | 2      | 3      |
| S. Çelik     | 24               | 2                | 1                | 1                | 0                | 24     | 2      | 1      | 1      | 0      |
| T. Doğan     | 7                | 20               | 18               | 1                | 1                | 7      | 20     | 18     | 1      | 1      |
| Y. Erdem     | 6                | 0                | 0                | 0                | 0                | 6      | 0      | 0      | 0      | 0      |
| E. Ertekin   | 20               | 4                | 3                | 1                | 0                | 20     | 4      | 3      | 1      | 0      |
| F. Filiz     | 22               | 256              | 222              | 13               | 21               | 22     | 256    | 222    | 13     | 21     |
| A. İçmegiz   | 24               | 116              | 82               | 19               | 15               | 24     | 116    | 82     | 19     | 15     |
| T. Kabakçı   | 23               | 191              | 134              | 41               | 16               | 23     | 191    | 134    | 41     | 16     |
| R. Penčev    | 24               | 286              | 242              | 21               | 23               | 24     | 286    | 242    | 21     | 23     |
| H. Polat     | 17               | 42               | 15               | 20               | 7                | 17     | 42     | 15     | 20     | 7      |
| J. Sánchez   | 17               | 74               | 59               | 4                | 11               | 17     | 74     | 59     | 4      | 11     |
| B. Sarıkaya  | 4                | 2                | 2                | 0                | 0                | 4      | 2      | 2      | 0      | 0      |
| O. Stacenko  | 24               | 408              | 353              | 29               | 26               | 24     | 408    | 353    | 29     | 26     |
| V. Yılmaz    | 24               | 44               | 23               | 11               | 10               | 24     | 44     | 23     | 11     | 10     |

P = presenze; PT = punti totali; AV = attacchi vincenti; MV = muri vincenti; BV = battute vincenti